# Standard Eight
La 8 hp, o Eight, è stato il nome di una serie di autovetture prodotte dalla Standard dal 1922 al 1923, dal 1938 al 1939, dal 1945 al 1948 e dal 1953 al 1959.

## Il contesto
Il primo modello con questo nome fu prodotto dal 1922 al 1923. Questa prima "8 hp" possedeva un motore a quattro cilindri. Nel 1938 la denominazione ricomparve associata ad un modello della serie "Flying", che era conosciuto come "Flying Eight". Dopo la seconda guerra mondiale un modello di nome "8 hp" apparve nuovamente sul mercato, e venne assemblato dal 1945 al 1948. Nel 1953 fu lanciato sul mercato l'ultimo modello della serie, questa volta denominato "Standard Eight", che non aveva quasi nulla in comune con i predecessori. Nel 1959 la produzione terminò definitivamente, ed il suo posto fu preso dalla Triumph Herald. Dopo qualche anno anche il nome della Standard scomparve dal mercato.

## La prima 8 hp (1922-1923)
La prima 8 hp fu prodotta dal 1922 al 1923. Possedeva un motore in linea a quattro cilindri da 1.087 cm³ di cilindrata. Le valvole erano laterali, mentre l'alesaggio e la corsa erano, rispettivamente, 62 mm e 90 mm. La carrozzeria era torpedo.
Dopo questo modello, la Standard abbandonò temporaneamente le valvole laterali per passare alle valvole in testa. Nel 1927 le prime tornarono a caratterizzare i motori dei modelli Standard, anche se vennero definitivamente abbandonate nel 1948, quando tornò ad essere utilizzata al configurazione a valvole in testa.

## La Flying Eight (1938–1939)
La "Flying Eight" era la vettura più piccola della serie "Flying", dato che aveva un motore in linea a quattro cilindri da 1.009 cm³ di cilindrata e con valvole laterali. La corsa era lunga, e misurava 100 mm. L'alimentazione era assicurata da un solo carburatore Solex. La potenza erogata dal propulsore era di 28 CV a 4.000 giri al minuto. Il cambio era sincronizzato a tre rapporti, e la trazione era posteriore. Le sospensioni anteriori erano a balestra trasversale. Il modello raggiungeva la velocità massima di 105 km/h. I freni erano Bendix.
Il telaio era di tipo separato, e le carrozzerie inizialmente disponibili erano due, torpedo quattro posti e berlina due porte. Nel 1939 venne aggiunta alla gamma la versione cabriolet due porte. Di quest'ultima versione vennero assemblati pochi esemplari, dato che il modello venne tolto dal mercato nell'anno stesso. Infatti nel 1939, con lo scoppio della seconda guerra mondiale, la Standard fu costretta dal Governo a convertire i propri impianti alla produzione bellica.

## La seconda 8 hp (1945–1948)
Alla fine della seconda guerra mondiale, con il ritorno alla produzione civile, fu introdotto un nuovo modello di 8 hp. La prima vettura fu completata 10 giorni dopo la resa dei nazisti. La prima novità fu il cambio a quattro marce. Le carrozzerie disponibili erano torpedo quattro posti, berlina due porte, cabriolet due porte e, dal 1948, familiare tre porte. I concorrenti principali furono l'Austin 8 e la Morris Eight. Questa Standard 8 hp era in vendita ad un prezzo relativamente basso, 314 sterline.
Il modello montava un motore in linea a quattro cilindri da 1.021 cm³ di cilindrata e con valvole laterali. Questo propulsore erogava 28 CV di potenza. Di questa 8 hp vennero assemblati 383.139 esemplari.

## La Eight (1953–1959)
Nel 1953 fu lanciata la Eight. La vettura fu completamente rinnovata. La carrozzeria era disponibile solamente in versione berlina quattro porte. Il motore era in linea a quattro cilindri ed aveva una cilindrata di 803 cm³. Le valvole erano in testa. La potenza era 26 CV a 4.500 giri al minuto, ma venne aumentata a 30 CV a 5.000 giri al minuto nel 1957. Il cambio era a quattro rapporti. Nel 1957 fu aggiunto l'overdrive. I freni erano idraulici a tamburo Girling sulle quattro ruote.
Con l'intento di mantenere bassi i prezzi di vendita, la fattura del modello era semplice. Ad esempio, i finestrini erano scorrevoli ed era presente un solo tergicristallo. Nel 1954 furono aggiunte le manovelle per i finestrini.
Nel 1953 la rivista specializzata The Motor provò un esemplare del modello. Durante il test furono registrate un'accelerazione da 0 a 80 km/h di 26,5 secondi ed una velocità massima di 98 km/h. Il consumo di carburante fu di 6,6 L / 100 km.
Di questo modello vennero prodotti 136.317 esemplari.